# Prezumția de încredințare către mamă
Prezumția de încredințare către mamă este o formă de preferință maternă (maternal preference în limba engleză). Această prezumție a reprezentat o inversare completă a practicilor din secolul XIX, atunci când copiii dintr-un divorț erau acordați ca o rutină tatălui, acesta fiind considerat a fi proprietarul lor (așanumita prezumție de încredințare către tată sau preferința paternă). 
Ca urmare a acestei prezumții, foarte des, în acțiunile de divorț, mamele divorțate primesc custodia copiilor. Această situație este rezultatul interpretării greșite a doctrinei privind interesul superior al copilului, prin presupunerea eronată că ar fi în interesul copiilor ca aceștia să fie încredințați mamei, în baza unor considerații nedovedite din punct de vedere științific că acest părinte ar avea abilități parentale mai dezvoltate decât părintele se sex opus. În intenția legiuitorilor, conceptul de interes superior al copilului a fost introdus în doctrina juridică cu scopul de a valida prezumțiile de încredințare indiferent dacă este vorba de prezumția de încredințare către tată sau prezumția de încredințare către mamă. Prezumția de încredințare către mamă a fost eliminată treptat din majoritatea legislațiilor naționale, fiind înlocuită de prezumția de autoritate părintească comună.
| “ | Orice dogmă inflexibilă de definire a "interesului superior", prin care de exemplu se menționează că, copiii trebuie să rămână cu mamele sau cu tații, trebuie privită ca potențial discriminatorie și în dezacord cu Convenția. (…) tendința de a oferi mamelor custodia bebelușului sau copilului mic, deși comună în multe țări și protejată în special în societățile patriarhale, nu își găsește locul în cadrul Convenției) | ” |
| — Manualul pentru implementarea Convenției cu privire la drepturile copilului – UNICEF – 2005, capitolul 9, pagina 163 | |   |

| “ | Inegalitatea responsabilităților părinților în multe țări iese, adesea, la Iumină când părinții se despart. Rapoartele Inițiale si Secundare ale unui număr de țări au relevat tradiții legale și sociale care alocă în mod inflexibil responsabilitatea creșterii copilului fie mamei, fie tatălui, atunci când aceștia se despart. În general, mamelor li se acordă responsabilitatea inițială pentru bebeluși și copiii mici (…) transformarea acestei recunoașteri într-o lege inflexibilă poate avea ca rezultat încălcarea drepturilor copiilor. | ” |
| — Manualul pentru implementarea Convenției cu privire la drepturile copilului – UNICEF – 2005, capitolul 18, pagina 296 | |   |

## Interesul superior al minorului față de variatele prezumții de încredințare
Viziunea modernă cu privire la încredințarea minorilor se bazează pe conceptul de interes superior al copilului care a fost introdus în doctrina juridică de a valida prezumțiile de încredințare indiferent dacă este vorba de prezumția de încredințare către tată, prezumția de încredințare către mamă ori prezumția de autoritate părintească comună. Chiar și în condițiile în care prezumția de autoritate părintească comună a eliminat prezumția de încredințare către mamă, ea însăși trebuie cercetată de către instanță prin prisma interesului superior al copilului, înainte ca instanța să decidă cu privire la relațiile dintre părinți și copii în urma divorțului.
| “ | Așa cum s-a discutat, referitor la articolul 9 (vezi pagina 163), în astfel de cazuri legea nu trebuie să facă prezumții inflexibile asupra priorității unuia dintre părinți - motivele pentru luarea deciziei ar trebui să se axeze pe interesul superior al copilului. (...) Articolul 23(4) din Pactul Internațional cu privire la Drepturile Civile și Politice prevede ca Statele Părți „să ia măsuri corespunzătoare pentru garantarea egalității în drepturi și responsabilități a soților la căsătorie, în timpul căsătoriei și după destrămarea acesteia". Comitetul pentru Drepturile Omului precizează într-un Comentariu General: „In cadrul mariajului, soții trebuie să aibă drepturi și responsabilități egale în familie. Această egalitate se extinde asupra tuturor problemelor ce rezultă din relația lor... Această egalitate continuă să se aplice și în cadrul aranjamentelor făcute la separarea lor legală sau la dizolvarea căsătoriei... Astfel, trebuie interzis orice tratament discriminatoriu referitor la motivele și procedurile de separare sau divorț, la custodia copilului... drepturile de vizitare, pierderea sau recuperarea autorității parentale, ținându-se cont de faptul că interesele copilului trebuie să primeze | ” |
| — Manualul pentru implementarea Convenției cu privire la drepturile copilului – UNICEF – 2005, capitolul 18, pagina 297 | |   |

## Istoric în lume
Înlocuirea prezumției de încredințare către tată cu prezumția de încredințare către mamă s-a făcut la sfârșitul secolului XIX și începutul secolului al XX-lea. Schimbarea a fost generată de anumite modificări legislative din Anglia, superputerea la nivel mondial, din acea vreme. Schimbarea doctrinară de la acel moment a purtat numele de Doctrină a "anilor tandri".. Ca urmare a acestei doctrine, în majoritatea cazurilor, într-un divorț în care erau implicați copii cu vârste sub 10 ani, mama primea custodia minorilor, exceptând cazului în care ea era dovedită ca fiind total incompetentă sau adulteră. Ulterior doctrina s-a extins asupra copiilor cu vârsta de până la 14 ani. Doctrina "anilor tandri" a penetrat inclusiv ONU care, prin principiul nr. 6 din Declarația drepturilor copilului argumenta necesitatea ca "nici un copil mic, cu excepția cazurilor speciale, nu va fi separat de mama sa" (principiu care a fost abrogat 30 de ani mai târziu prin adoptarea Convenției cu privire la Drepturile Copilului din anul 1989. Doctrina "anilor tandri" a fost abolită prin lege sau a fost declarată neconstituțională în majoritatea statelor civilizate (SUA, Canada, UE, Israel, etc.). Cu toate acestea, mai sunt instanțe care continuă să aibă o preferință anacronică pentru părintele de sex feminin. 

### Situația din SUA
Între anii 1950 și 1980, cele mai multe state din SUA au utilizat intens prezumția de încredințare a minorilor către mamă, favorizând astfel părintele de sex feminin în cazul unui divorț, ca parte a doctrinei anilor tandrii. Această practică de alocare a custodiei copiilor către mame se modifică începând cu anul 1979, când statul California modifică legislația în materie, introducând preferința pentru custodie comună. Aceasta deschide drumul pentru răspândirea custodie comună pe întreg teritoriul Statelor Unite.

### Situația din România
În România, prezumția de încredințare către mamă a fost formalizată prin intrarea în vigoare a Codului familiei în anul 1954. Renumitul articol 1 din Codul Familiei preciza în mod expres că statul favorizează părintele de sex feminin și discriminează pe cel de sex masculin. Repetatele încercări ale taților de a declara neconstituțional acest articol au fost respinse de către Curtea Constituțională a României. Prin intrarea în vigoare a noului Cod Civil, începând cu data de 1 octombrie 2011, se elimină la nivel legislativ și ultima prevedere legală care favoriza un părinte strict pe baza sexului său, în raporturile cu minorii după divorț. Noul Cod civil, prin articolul 397 introduce o nouă prezumție: prezumția de autoritate părintească comună care vine să înlocuiască prezumția de încredințare către mamă. Prezumția de autoritate părintească comună a eliminat prezumția de încredințare către mamă înlocuind-o cu prezumția de autoritate părintească comună. Astfel în caz de divorț, instanțele sunt obligate să pornească de la premiza că interesul superior al copilului implica ideea de custodie comună și doar în cazuri speciale, justificate de condițiile speciale ale speței, instanța poate decide să acorde custodie unică asupra minorului unuia dintre cei doi părinți.

#### Jurisprudență relevantă care arată greșita aplicare a acestei prezumții discriminatorii
- "vârsta copilului este relevantă și trebuie avută în vedere, deoarece la această vârstă sentimentele de afecțiune ale copilului sunt mai puternice față de mamă decât față de tată, iar la această vârstă copilul are mai multă nevoie de îngrijirea, afecțiunea și prezența mamei"[9]
- "minora este de sex feminin și are o vârstă (6 ani) la care prezența mamei este necesară pentru o dezvoltare fizică și psihică armonioasă"[10]
- "un copil în vârstă de cinci ani solicită mai mult prezența mamei"[11]
- "este în interesul minorului să fie încredințat mamei acestuia dată fiind vârsta copilului (cinci ani), atașamentului mamei față de aceasta și îngrijirile deosebite ce i le acordă"[12]
- "raportat la vârsta minorului (6 ani) se apreciază că acesta are nevoie de îngrijirea și prezența mamei sale, prezență absolut necesară ca factor psihologic pentru o bună dezvoltare intelectuală, morală și fizică a copilului"[13]
- "față de vârsta fragedă a minorului (4 ani) și afecțiunea de care suferă, se impune să fie încredințat mamei spre creștere și educare"[14]
- "în primii ani de viață precum și ulterior copilul dezvoltă o relație specială cu mama sa, având nevoie de căldură și atenție din partea acesteia (vârsta copilului 8 ani)"[15]
- "tribunalul apreciază, raportat la cele arătate anterior ca fiind fără relevanță considerațiile pe care apelantul le face referitor la prezumția pe baza căreia instanțele în general (inclusiv instanța de fond) dispun încredințarea copiilor minori către mame, fără a analiza în realitate interesul superior al copilului și conservând în fapt discriminarea dintre mamă și tată, deși legea a eliminat-o. De altfel Tribunalul observă că folosirea de către instanțele de judecată a unui astfel de raționament, de natura celui la care apelantul face referire, nu este decât rezultatul unei transpuneri din realitatea faptică în cea juridică , câtă vreme în cvasi-majoritatea situațiilor în care se impune a fi dispusă încredințarea, este susținută și dovedită capacitatea și disponibilitatea mamelor de a îngriji copiii minori cel puțin la vârste mici și foarte mici. Numai într-un număr foarte mic de situații, cererea de încredințare a copilului minor aflat la o vârstă mică se formulează de către tată și se dovedește a fi întemeiată. Astfel fiind, tribunalul consideră că folosirea unei prezumții de felul celei amintite de apelant nu încalcă vreo dispoziție legală câtă vreme tatăl are la dispoziție toate mijloacele legale de a o înlătura, prin dovedirea faptului că pentru anumite motive încredințarea copilului nu trebuie făcută către mamă, aceasta nefiind în interesul copilului."[16]
- "Tribunalul mai reține că despărțirea minorilor nu este dorită nici de părinți și nici de copii, o astfel de măsură nu respectă interesul major al acestora de a crește împreună, iar atât vârsta minorei (11 ani), cât și vârsta minorului (4 ani), reclamă cu necesitate, mai degrabă prezența mamei decât a tatălui, ceea ce nu însemnă neapărat că tatăl este sancționat în situația în care nu-i sunt încredințați copiii spre creștere și educare."[17]

## Situația din alte state
Mai ales în statele așa-zis "patriarhale" se manifestă o pregnantă tendință de a acorda custodia asupra copiilor de vârste mici către părintele de sex feminin:
| “ | Inegalitatea responsabilităților părinților în multe țări iese, adesea, la lumină când părinții se despart. Rapoartele Inițiale și Secundare ale unui număr de țări au relevat tradiții legale și sociale care alocă în mod inflexibil responsabilitatea creșterii copilului fie mamei, fie tatălui, atunci când aceștia se despart. În general, mamelor li se acordă responsabilitatea inițială pentru bebeluși și copiii mici (…) transformarea acestei recunoașteri într-o lege inflexibilă poate avea ca rezultat încălcarea drepturilor copiilor. | ” |
| — Manualul pentru implementarea Convenției cu privire la drepturile copilului – UNICEF – 2005, capitolul 18 pagina 296 | |   |